# Marvin Greenberg
Marvin Jay Greenberg (22 décembre 1935 - 12 décembre 2017) est un mathématicien américain.

## Éducation
Greenberg étudie à l'Université Columbia où il obtient son baccalauréat en 1955 (il est boursier Ford au premier cycle) et son doctorat en 1959 à l'Université de Princeton sous la direction de Serge Lang avec la thèse Structure pro-algébrique sur le sous-groupe rationnel d'un P-Adic Variété Abélienne.

## Carrière
À partir de 1955, Greenberg est assistant à Princeton, à partir de 1958 assistant à l'université de Chicago et en 1958 et 1959, instructeur à l'université Rutgers. De 1959 à 1964, il est professeur assistant à l'université de Californie à Berkeley, dont deux ans avec des bourses postdoctorales de la Fondation nationale pour la science à l'Université Harvard et à l'Institut des hautes études scientifiques de Paris.
De 1965 à 1967, il est professeur associé à l'université du Nord-Est et à partir de 1967, il est professeur associé, puis professeur titulaire, à l'Université de Californie à Santa Cruz. Il prend sa retraite au début de 1992 et retourne à Berkeley.
Il est connu pour ses livres sur la géométrie non euclidienne et la Topologie algébrique.
Greenberg est également un golfeur passionné et un membre fondateur de la Shivas Irons Society.